# Maqam
Maqam (arabă: مقام, translit maqām, literal "loc", pl. مقامات maqāmāt) este sistemul de moduri melodice utilizate în muzica tradițională arabă. Cuvântul maqam în arabă înseamnă loc, locație sau poziție. Maqamul arab este un tip de melodie, este o tehnică de improvizație care definește modelele și dezvoltarea unei bucăți de muzică și care este unică pentru muzica de artă arabă. Există șaptezeci și două de rânduri de ton heptatonic sau scări de maqamat. Acestea sunt construite din secunde majore, neutre și minore. Fiecare maqam este construit pe o scară și poartă o tradiție care definește expresiile sale obișnuite, notele importante, dezvoltarea melodică și modularea. Ambele compoziții și improvizații în muzica tradițională arabă se bazează pe sistemul maqam. Maqamat poate fi realizat cu muzică vocală sau instrumentală și nu include o componentă ritmică.
Un factor esențial în performanță este acela că fiecare maqam descrie "factorul spațial tonal" sau setul de note muzicale și relațiile dintre ele, inclusiv modelele tradiționale și dezvoltarea melodiei, în timp ce "componenta ritmico-temporală" nu este "supusă unei organizări predeterminate". Un maqam nu are o "schemă prestabilită, în mod regulat recurentă și nici un metru neschimbat. Un anumit ritm, uneori identifică stilul unui interpret, dar acest lucru depinde de tehnica sa de performanță și nu este niciodată caracteristic maqamului ca atare". Aspectul compozițional sau mai degrabă precompozițional al maqamului este organizarea spațial-tonală, incluzând numărul de nivele de ton, iar aspectul improvizator este construcția schemei ritmico-temporale.

### Origine
Maqamul a apărut la curțile emirilor și ale hanilor, tradiția muzicală a maqamului dezvoltându-se într-o perioadă lungă, în modalități diverse și în zone diferite, originea sa împletindu-se cu răspândirea învățăturilor sufite. Sufismul s-a răspândit în islam, având capacitatea reconcilierii cu tradiția și cultura locală. În Asia Centrală, aceste învățături au fost susținute de hani și emiri, o parte dintre aceștia fiind adevărați sufi. Mulțumită unei bogate culturi de la curțile medievale, s-au menținut tradițiile sufite, inclusiv muzica .
Denumirea maqam a apărut pentru prima dată în tratatele scrise în secolul al XIV-lea de către Al-Sheikh Al-Safadi și Abdulqadir Al-Maraghi și de atunci a fost folosit ca termen tehnic în muzica arabă. Maqamul este o structură modală care caracterizează arta muzicii țărilor din Africa de Nord, Orientul Apropiat și Asia Centrală. În acest domeniu, putem distinge trei culturi muzicale principale care aparțin familiei modale maqam, arabă, persană și turcă.
Caracteristici

### Sistemul de acorduri
Notele unui maqam nu sunt reglate în tonalități egale (ceea ce înseamnă că rapoartele de frecvență ale înălțimilor succesive nu sunt neapărat identice, spre deosebire de scala utilizată în muzica occidentală modernă). Un maqam determină, de asemenea, alte lucruri, cum ar fi nota de început, nota de încheiere și nota dominantă. De asemenea, stabilește notele care trebuie subliniate și care nu ar trebui să fie.
Maqamurile arabe se bazează pe o scală muzicală de 7 note care se repetă la o octavă. Unele maqamuri au două sau mai multe scale alternative (de exemplu, Rast, Nahawand și Hijaz). Mecanismele maqamului, în muzica tradițională arabă sunt microtonale, iar toate octavele sunt perfecte. Notele dintr-un maqam pot sau nu să prezinte semitonuri exacte. Din acest motiv, scalele maqamului sunt predate mai mult pe cale orală și prin ascultarea extensivă a repertoriului muzical tradițional arab.

### Notație
Deoarece intervalele de microtonale sunt impracticabile pentru a nota cu exactitate, un sistem simplificat de notație muzicală a fost adoptat în muzica arabă la începutul secolului al XX-lea. Scala arabă este împărțită în 24 tonuri de pătrimi egale, unde un sfert de ton este egal cu o jumătate de semiton într-o scală de 12 tonuri egale. 
Acest sistem de notare nu este exact, deoarece elimină detaliile microtonale, dar este foarte practic deoarece permite ca scalelede maqam să fie notate folosind notația standard occidentală.

### Intonație
Sistemul cu 24 de tonuri este în întregime o convenție notațională și nu afectează intonația exactă a notelor efectuate. 
Intonația exactă a fiecărei scale maqam se modifică odată cu perioada istorică, precum și cu regiunea geografică (de exemplu, cu accente lingvistice). Din acest motiv și din cauza sistemului de notare, scalele maqam sunt, în practică, învățate auditoriu.

### Ajnas
Scalele maqamului sunt alcătuite din seturi mai mici de note consecutive, care au o melodie foarte recunoscută și transmit o dispoziție distinctivă. Un astfel de set este numit jins (arabă: جنسș pl. Ajnās أجناس), adică "gen" sau "natură". În cele mai multe cazuri, un jins este alcătuit din patru note consecutive, deși există, de asemenea, ajans de trei note consecutive sau cinci note consecutive.
Referințele la teoria muzicii arabe diferă adesea în ceea ce privește clasificarea ajnas. Nu există un consens pe o listă definitivă a tuturor ajanelor, a numelor lor sau a dimensiunilor acestora. Cu toate acestea, majoritatea referințelor sunt de acord cu cele 9 principale tipuri de maqam. 

### Conținut emoțional
Se spune uneori că fiecare maqam evocă o anumită emoție sau set de emoții determinate de rândul de tonuri și de nucleu. Aceste emoții se spune că sunt evocate în parte prin schimbarea mărimii unui interval în timpul unei prezentări maqam. 
În general, se spune că fiecare maqam evocă o emoție diferită în ascultător. La un nivel mai general, fiecare jins este susținut că transmite o stare sau culoare diferită. Nu există niciun consens cu privire la exact ce este starea de spirit a fiecărui maqam sau jins. Unele referințe descriu dispozițiile maqam folosind o terminologie foarte vagă și subiectivă (de exemplu, tipuri de maqam evocând "dragostea", "feminitatea", "mândria" sau "deșertul îndepărtat"). Cu toate acestea, nu a existat nici o cercetare serioasă care să folosească metodologia științifică pe un eșantion diferit de ascultători care să dovedească faptul că simt aceeași emoție atunci când au auzit același maqam.

### Modulare
Modularea este o tehnică utilizată în timpul dezvoltării melodice a unui maqam. În termeni simpli înseamnă schimbarea de la o maqam la alta (compatibilă sau strâns legată) maqam. Aceasta implică utilizarea unei noi scări muzicale. 
Modularea adaugă un mare interes muzicii și este prezentă în aproape toate melodiile bazate pe maqam. Modulările plăcute urechii sunt create prin aderarea la combinații compatibile de ajnas și maqamat, stabilite de mult timp în muzica tradițională arabă. Deși astfel de combinații sunt adesea documentate în referințe muzicale, cei mai experimentați muzicieni le învață prin audieri extinse.